# TDMoIP
TDM over IP (TDMoIP) – emulacja multipleksowania z podziałem czasu (TDM) w sieci pakietowej (PSN). W przypadku techniki TDMoIP TDM odnosi się do sygnałów T1, E1, E3, T3, natomiast PSN odnosi się do sieci IP, MPLS, L2TPv3 oraz Ethernet. Transmisja sygnałów TDM poprzez sieć pakietową odbywa się z wykorzystaniem protokołu UDP w warstwie transportowej. Technologia TDM over IP w przeciwieństwie do technologii VoIP nie wymaga kosztownych inwestycji w nową infrastrukturę, stąd stanowić może atrakcyjna alternatywę dla wymienionej.
TDMoverIP wyróżnia dwie metody mapowania: "structured-agnostic transport" (SAToP),  dla danych przesyłanych przezroczyście oraz "structure-aware transport”, dla danych o zdefiniowanej strukturze (z wykorzystaniem warstw adaptacyjnych ATM).
Metoda "structure-aware transport” wyróżnia cztery typy przesyłanych danych: 
- AAL1 – dla ruchu o stałej przepływności
- AAL1 z CAS – dla ruchu o stałej przepływności, z obsługą sygnalizacji ”Channel Associated Signaling” (CAS)
- AAL2 – dla ruchu o zmiennej przepływności
- HDLC – dla transportu sygnalizacji "Common Channel Signaling" (CCS)

## Segment TDM over IP
```
+-+-+-+-+-+-+-+-+-+-+-+-+-+-+-+-+-+-+-+-+-+-+-+-+-+-+-+-+-+-
|        Port nadawcy        |        Port odbiorcy        |
+-+-+-+-+-+-+-+-+-+-+-+-+-+-+-+-+-+-+-+-+-+-+-+-+-+-+-+-+-+-
|           Długość          |        Suma kontrolna       |
+-+-+-+-+-+-+-+-+-+-+-+-+-+-+-+-+-+-+-+-+-+-+-+-+-+-+-+-+-+-
```

Pierwsze trzy bity pola numeru portu źródłowego segmentu TDMoIP służą do identyfikacji wersji protokołu TDMoIP. Kolejne trzynaście bitów zawiera numer paczki (bundle). Paczka jest obiektem, do którego możemy przypisać od strony TDM kanał E1 lub jego wybrane szczeliny. Numer portu docelowego dla datagramów TDM over IP to 0x085E (2142). Suma kontrolna nie jest liczona (domyślnie przyjmuje wartość 0).

## Jitter
W celu skompensowania opóźnień poszczególnych pakietów sieci PSN w urządzeniach TDMoIP używany jest bufor jittera. Jest to blok pamięci w którym zapisywane są dane otrzymywane przez urządzenie, a następnie odczytywane w stałych odstępach czasu i przesyłane dalej do urządzeń TDM. Zwiększenie wartości buforu jitter zmniejsza możliwość utraty pakietów z danymi TDM, jednocześnie wprowadzając opóźnienia mogące skutkować pogorszeniem jakości transmisji.

## Odzyskiwanie zegara
W sieciach TDM zawsze istnieje przynajmniej jeden pierwotny zegar odniesienia. Zapewnia on źródło synchronizacji sąsiednim węzłom sieci, które to dystrybuują ten zegar do kolejnych urządzeń. Sieć pakietowa z założenia nie rozpowszechnia zegara, więc konieczne w technologii TDM over IP było zapewnienie metody pozwalającej na odzyskiwanie zegara. Technologia TDM over IP wyróżnia dwa sposoby uzyskiwania zegara. Pierwsza metoda polega na uzyskiwanie zegara na podstawie znaczników SRTS wykorzystywanych w warstwie adaptacyjnej AAL1. Drugi sposób zakłada użycie algorytmu adaptacyjnego i polega na obserwacji stanu buforu jittera.

## QoS
Z uwagi na specyfikę transmisji TDM over IP konieczne jest zapewnienie odpowiedniego Quality of Service (QoS) oraz możliwie małych opóźnień podczas transmisji pakietów TDMoIP. QoS w warstwie drugiej może zostać zapewniony poprzez odpowiedni priorytet tagu VLAN, natomiast w warstwie trzeciej poprzez pole Differentiated Services Code Point nagłówka IP. Na opóźnienia mają wpływ zarówno opóźnienia generowane poprzez urządzenia aktywne, jak i ilość danych TDM przesyłanych w paczkach. W przypadku braku ograniczeń dla dostępnego pasma transmisyjnego zalecane jest używanie możliwie małego ładunku danych TDM w pakietach TDMoIP.